# Aspalathus zeyheri
Aspalathus zeyheri är en ärtväxtart som först beskrevs av William Henry Harvey, och fick sitt nu gällande namn av Rolf Martin Theodor Dahlgren. Aspalathus zeyheri ingår i släktet Aspalathus och familjen ärtväxter. Inga underarter finns listade i Catalogue of Life.